# Henny Moan

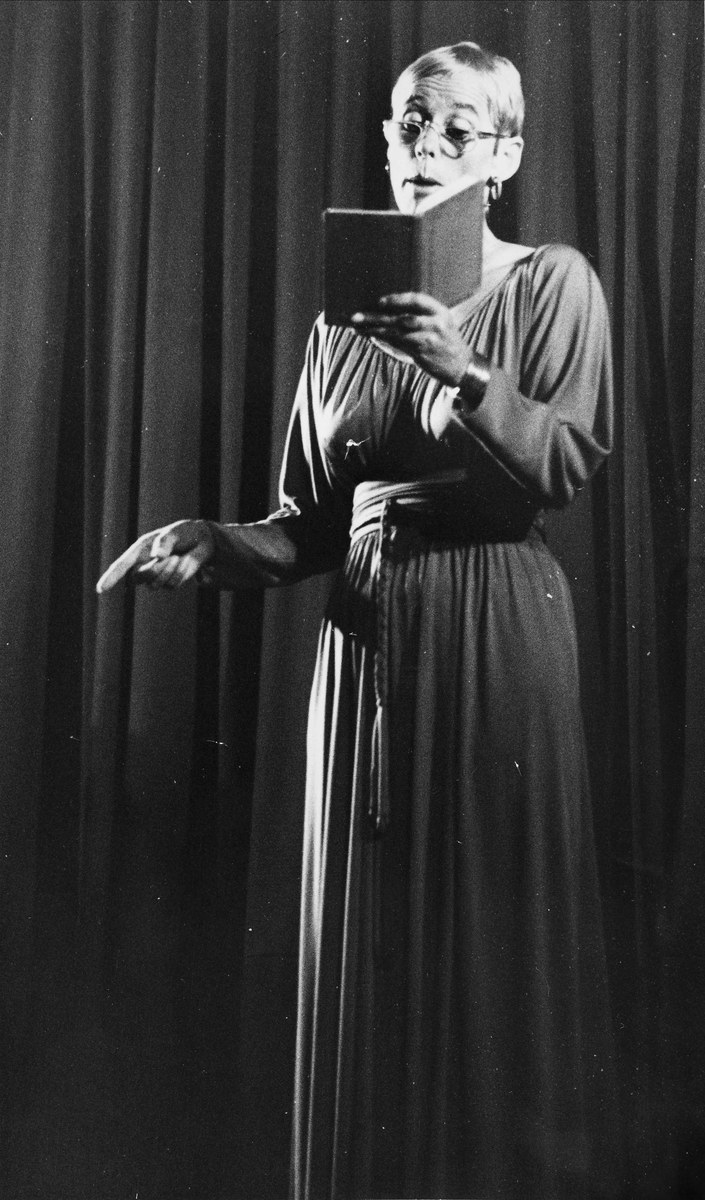
Henny Moan, cirka 1995.

Henny Moan, född 22 februari 1936 i Talvik i Alta kommun i Finnmark, död 8 september 2024, var en norsk skådespelare.
Moan gjorde sin teaterdebut 1956 i Walter Mackens Home Is the Hero på Det Norske Teatret, och har därefter varit anställd på en rad norska teatrar: Det Nye Teater och Oslo Nye Teater åren 1957–1965 och 1975–1977, Fjernsynsteatret 1965–1967 och 1977–78, Nationaltheatret 1967–1975 och Det Norske Teatret från 1978. Bland hennes många roller märktes särskilt flera Henrik Ibsen- och Anton Tjechov-roller.
Hon filmdebuterade 1955, och har  varit med i många storfilmer, som De dødes tjern (1958), Sverre Udnæs Øyeblikket (1977), Liv Ullmanns Kristin Lavransdotter (1995) och Bent Hamers O'Horten (2007).

## Filmografi
Efter Internet Movie Database:
- 1955 – Barn av solen
- 1956 – På solsiden
- 1956 – Litet bo
- 1956 – 7 vackra flickor
- 1957 – Nio liv

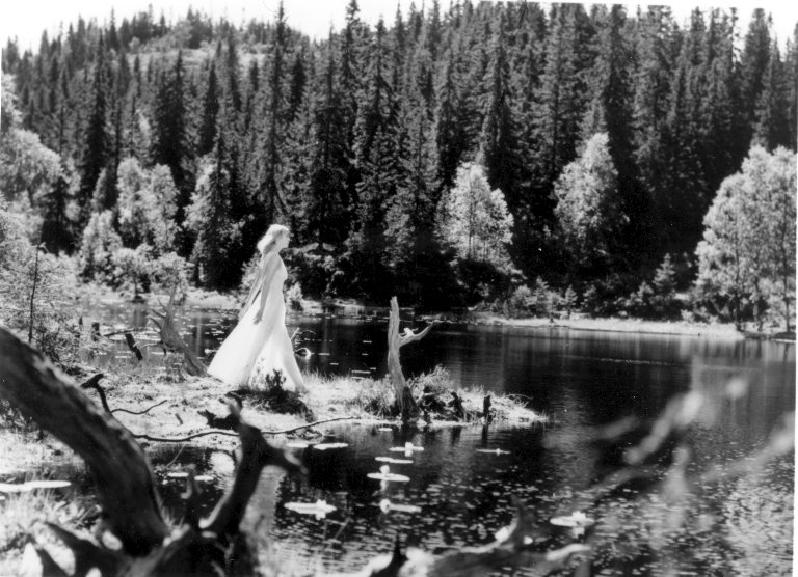
Henny Moan i en scen från filmen De dødes tjern 1958

- 1958 – Pastor Jarman kommer hjem
- 1958 – Ut av mørket
- 1958 – De dødes tjern
- 1959 – Herren och hans tjänare
- 1960 – Omringad
- 1962 – Kalde spor
- 1962 – Gengangere (TV)
- 1964 – Klokker i måneskinn
- 1966 – Rosmersholm (TV)
- 1966 – Falne engler (TV)
- 1966 – Leke med ilden (TV)
- 1967 – Musikanter
- 1969 – Taxi (TV-serie)
- 1973 – Benoni & Rosa (TV-serie)
- 1973 – När vi döda vaknar (TV)
- 1975 – Hedda Gabler (TV)
- 1977 – Øyeblikket
- 1978 – Gengangere (TV)
- 1978 – Fripassageraren (TV-serie)
- 1979 – Rallarblod
- 1979 – Tante Ulrikke (TV)
- 1984 – Pappersdraken
- 1993 – Sigrid Undset - et kvinneliv
- 1995 – Kristin Lavransdotter
- 1996 – Spor (kortfilm)
- 1997 – Barbara
- 1998 – Thranes metode
- 2003 – Tur & retur
- 2005 – En Stein i veien (kortfilm)
- 2007 – O'Horten
- 2009 – Orkestergraven (TV)
- 2010 – Norwegian Ninja (röst)